# Milkovița, Plevna
Milkovița (în bulgară Милковица, în trecut Găureni) este un sat în comuna Guleanți, regiunea Plevna, Bulgaria. Satul a fost locuit de români.

## Demografie
Componența etnică a satului Milkovița
     Bulgari (98,16%)
     Nicio identificare (1,43%)
     Altele (0,4%)
La recensământul din 2011, populația satului Milkovița era de 1.747 locuitori. Din punct de vedere etnic, majoritatea locuitorilor (98,16%) erau bulgari. Pentru 1,43% din locuitori nu este cunoscută apartenența etnică.